# Saint-Félix, Charente
Saint-Félix är en kommun i departementet Charente i regionen Nouvelle-Aquitaine i västra Frankrike. Kommunen ligger  i kantonen Brossac som ligger i arrondissementet Cognac. År 2022 hade Saint-Félix 102 invånare.

## Befolkningsutveckling
Antalet invånare i kommunen Saint-Félix
Referens:INSEE